# Giải đua ô tô Công thức 1 Singapore 2024
Giải đua ô tô Công thức 1 Singapore 2024 (tên chính thức là Formula 1 Singapore Airways Singapore Grand Prix 2024) là một chặng đua Công thức 1 được tổ chức vào ngày 22 tháng 9 năm 2024 tại Trường đua đường phố Marina Bay ở Singapore. Đây là chặng đua thứ 18 của Giải đua xe Công thức 1 2024.
Lando Norris của McLaren đứng đầu một vòng phân hạng bị gián đoạn, qua đó đã giành được vị trí pole thứ sáu trong sự nghiệp của mình. Anh đã tiếp tục dẫn đầu tất cả các vòng đua để giành chiến thắng áp đảo trước Max Verstappen của Red Bull Racing và đồng đội của Norris là Oscar Piastri. Đây là chiến thắng thứ hai của McLaren tại Trường đua đường phố Marina Bay sau chặng đua năm 2009.

## Bối cảnh
Giải đua ô tô Công thức 1 Singapore 2024 được tổ chức tại Trường đua đường phố Marina Bay ở Marina Bay Sands, Singapore, vào cuối tuần từ ngày 20 đến ngày 22 tháng 9. Giải đua ô tô Công thức 1 Singapore 2024 là chặng đua thứ 18 của Giải đua xe Công thức 1 2024. Bên cạnh đó, đây là lần thứ 15 Giải đua ô tô Công thức 1 Singapore được tổ chức tại trường đua đường phố Marina Bay.

### Bảng xếp hạng trước chặng đua
Max Verstappen dẫn đầu bảng xếp hạng tay đua với 313 điểm, cách Lando Norris (254 điểm) ở vị trí thứ hai 59 điểm và Charles Leclerc (235 điểm) ở vị trí thứ ba với 78 điểm. McLaren (476 điểm) dẫn đầu bảng xếp hạng đội đua trước Red Bull Racing (456 điểm) ở vị trí thứ hai và Ferrari (425 điểm) ở vị trí thứ ba.

### Danh sách các tay đua và đội đua
Danh sách các tay đua và đội đua y hệt với danh sách các tay đua và đội đua tham gia mùa giải ngoại trừ Franco Colapinto, người thay thế Logan Sargeant tại Williams từ Giải đua ô tô Công thức 1 Ý trở đi. Kevin Magnussen của Haas quay trở lại sau khi bị cấm tham gia đua xe tại Giải đua ô tô Công thức 1 Azerbaijan trước đó.

### Lựa chọn lốp xe
Nhà cung cấp lốp xe duy nhất Pirelli đã mang đến các hợp chất lốp xe C3, C4 và C5 (ba loại mềm nhất trong phạm vi của Pirelli), được chỉ định lần lượt là cứng, trung bình và mềm để các đội sử dụng tại chặng đua.

### Thay đổi đường đua
Khu vực DRS thứ tư được thêm vào giữa các khúc cua 14 và 16 trong cùng một phần của đường thẳng đã được cấu hình lại so với chặng đua năm 2023.

## Buổi đua thử
Ba buổi đua thử đã được tổ chức trong khuôn khổ chặng đua. Buổi đua thử thứ nhất diễn ra vào ngày 20 tháng 9 năm 2024 vào lúc 17:30 giờ địa phương (UTC+8). Charles Leclerc là tay đua dẫn đầu với thời gian là 1:31,763 phút, sau anh là Lando Norris thứ hai và đồng đội của anh Carlos Sainz Jr. đứng thứ ba. Buổi đua thử thứ hai diễn ra cùng ngày vào 21:00 giờ địa phương, Norris đứng đầu với 1:30,727 phút và theo sau anh là Leclerc và Sainz. Buổi đua thử thứ ba chứng kiến một lần cờ đỏ bởi một chú thằn lằn nằm ngay giữa đường đua, tay đua nhanh nhất tiếp tục là Norris với 1:29,646 phút, nhanh hơn George Russell ở vị trí thứ hai 0,4 giây và 0,7 giây trước Oscar Piasti ở vị trí thứ ba.

## Vòng phân hạng
Vòng phân hạng đã được tổ chức vào ngày 21 tháng 9 năm 2024, lúc 21:00 giờ địa phương (UTC+8), gồm ba phần và các vị trí xuất phát cho cuộc đua chính được xác định. Sau khi phần đầu tiên (Q1) kết thúc, Lando Norris đứng đầu với thời gian 1:30,002 phút. Cùng với đó, Daniel Ricciardo của đội đua RB, Lance Stroll của Aston Martin, Pierre Gasly của Alpine và hai tay đua Kick Sauber bị loại.
Phần thứ hai (Q2) kéo dài 15 phút, mười tay đua nhanh nhất của phần này đi tiếp vào phần thứ ba (Q3) và cuối cùng của vòng phân hạng. Oscar Piastri là người đứng đầu với thời gian 1:29,640 phút. Các tay đua bị loại gồm hai tay đua của Williams, Sergio Pérez của Red Bull Racing, Kevin Magnussen của Haas và Esteban Ocon của Alpine.
Phần thứ ba (Q3) kéo dài 12 phút, trong đó mười vị trí xuất phát đầu tiên được xác định sẵn cho cuộc đua chính. Lando Norris là người giành vị trí pole với thời gian 1:29,525 phút. Đây là lần thứ sáu anh làm được điều này trong sự nghiệp của mình. Max Verstappen xuất phát ở vị trí thứ hai và Lewis Hamilton ở vị trí thứ ba. Q3 cũng đã chứng kiến vụ va chạm của Carlos Sainz Jr. với tường chắn.

### Kết quả vòng phân hạng
| Vị trí                   | Số xe | Tay đua          | Đội đua                      | Q1       | Q2       | Q3                  | Vị trí xuất phát |
| ------------------------ | ----- | ---------------- | ---------------------------- | -------- | -------- | ------------------- | ---------------- |
| 1                        | 4     | Lando Norris     | McLaren-Mercedes             | 1:30,002 | 1:30,007 | 1:29,525            | 1                |
| 2                        | 1     | Max Verstappen   | Red Bull Racing-Honda RBPT   | 1:30,157 | 1:29,680 | 1:29,728            | 2                |
| 3                        | 44    | Lewis Hamilton   | Mercedes                     | 1:30,393 | 1:29,929 | 1:29,841            | 3                |
| 4                        | 63    | George Russell   | Mercedes                     | 1:30,811 | 1:30,153 | 1:29,867            | 4                |
| 5                        | 81    | Oscar Piastri    | McLaren-Mercedes             | 1:30,258 | 1:29,640 | 1:29,953            | 5                |
| 6                        | 27    | Nico Hülkenberg  | Haas-Ferrari                 | 1:30,724 | 1:30,150 | 1:30,115            | 6                |
| 7                        | 14    | Fernando Alonso  | Aston Martin Aramco-Mercedes | 1:30,684 | 1:30,450 | 1:30,214            | 7                |
| 8                        | 22    | Tsunoda Yūki     | RB-Honda RBPT                | 1:30,716 | 1:30,289 | 1:30,354            | 8                |
| 9                        | 16    | Charles Leclerc  | Ferrari                      | 1:30,786 | 1:29,747 | Không lập thời gian | 9                |
| 10                       | 55    | Carlos Sainz Jr. | Ferrari                      | 1:30,670 | 1:30,108 | Không lập thời gian | 10               |
| 11                       | 23    | Alexander Albon  | Williams-Mercedes            | 1:30,679 | 1:30,474 | –                   | 11               |
| 12                       | 43    | Franco Colapinto | Williams-Mercedes            | 1:30,704 | 1:30,481 | –                   | 12               |
| 13                       | 11    | Sergio Pérez     | Red Bull Racing-Honda RBPT   | 1:30,624 | 1:30,579 | –                   | 13               |
| 14                       | 20    | Kevin Magnussen  | Haas-Ferrari                 | 1:30,829 | 1:30,653 | –                   | 14               |
| 15                       | 31    | Esteban Ocon     | Alpine-Renault               | 1:30,958 | 1:30,769 | –                   | 15               |
| 16                       | 3     | Daniel Ricciardo | RB-Honda RBPT                | 1:31,085 | –        | –                   | 16               |
| 17                       | 18    | Lance Stroll     | Aston Martin Aramco-Mercedes | 1:31,094 | –        | –                   | 17               |
| 18                       | 10    | Pierre Gasly     | Alpine-Renault               | 1:31,312 | –        | –                   | 18               |
| 19                       | 77    | Valtteri Bottas  | Kick Sauber-Ferrari          | 1:31,572 | –        | –                   | 19               |
| 20                       | 24    | Chu Quán Vũ      | Kick Sauber-Ferrari          | 1:32,054 | –        | –                   | 20               |
| Thời gian 107%: 1:36,302 |       |                  |                              |          |          |                     |                  |

## Cuộc đua chính
Tay đua giành pole Lando Norris đã bảo vệ vị trí dẫn đầu của mình sau màn xuất phát, dẫn đầu tất cả các vòng đua và giành chiến thắng trong cuộc đua, giành chiến thắng thứ ba của anh trong mùa giải. Nhà vô địch Max Verstappen và đồng đội của Norris là Oscar Piastri là những tay đua còn lại đứng trên bục trao giải. Cuộc đua này là phiên bản Giải đua ô tô Công thức 1 Singapore đầu tiên không có sự góp mặt của ít nhất một xe an toàn, với Alexander Albon và Kevin Magnussen đều bỏ cuộc ở làn pit (Kevin Magnussen bị nổ lốp do va chạm vào rào chắn). Daniel Ricciardo đã lập vòng đua nhanh nhất, nhưng không được nhận điểm thưởng vì anh về đích ở vị trí thứ 18. Chiến thắng của Norris đã giúp anh rút ngắn khoảng cách với người dẫn đầu Verstappen với chỉ 52 điểm, chỉ với sáu chặng đua còn lại. Sergio Pérez, đồng đội của Verstappen, về đích ở vị trí thứ 10 khiến khoảng cách dẫn đầu của McLaren với Red Bull Racing trên bảng xếp hạng các đội đua lên đến 41 điểm. Các tay đua còn lại ghi điểm trong cuộc đua này là George Russell, Charles Leclerc, Lewis Hamilton, Carlos Sainz Jr., Fernando Alonso, Nico Hülkenberg và Pérez.

### Kết quả cuộc đua chính
| Vị trí                                                                                  | Số xe | Tay đua          | Đội đua                      | Số vòng | Thời gian/ Bỏ cuộc | Vị trí xuất phát | Số điểm |
| --------------------------------------------------------------------------------------- | ----- | ---------------- | ---------------------------- | ------- | ------------------ | ---------------- | ------- |
| 1                                                                                       | 4     | Lando Norris     | McLaren-Mercedes             | 62      | 1:40:52,571        | 1                | 25      |
| 2                                                                                       | 1     | Max Verstappen   | Red Bull Racing-Honda RBPT   | 62      | + 20,945           | 2                | 18      |
| 3                                                                                       | 81    | Oscar Piastri    | McLaren-Mercedes             | 62      | + 40,823           | 5                | 15      |
| 4                                                                                       | 63    | George Russell   | Mercedes                     | 62      | + 1:01,040         | 4                | 12      |
| 5                                                                                       | 16    | Charles Leclerc  | Ferrari                      | 62      | + 1:02,430         | 9                | 10      |
| 6                                                                                       | 44    | Lewis Hamilton   | Mercedes                     | 62      | + 1:25,248         | 3                | 8       |
| 7                                                                                       | 55    | Carlos Sainz Jr. | Ferrari                      | 62      | + 1:36,039         | 10               | 6       |
| 8                                                                                       | 14    | Fernando Alonso  | Aston Martin Aramco-Mercedes | 61      | + 1 vòng           | 7                | 4       |
| 9                                                                                       | 27    | Nico Hülkenberg  | Haas-Ferrari                 | 61      | + 1 vòng           | 6                | 2       |
| 10                                                                                      | 11    | Sergio Pérez     | Red Bull Racing-Honda RBPT   | 61      | + 1 vòng           | 13               | 1       |
| 11                                                                                      | 43    | Franco Colapinto | Williams-Mercedes            | 61      | + 1 vòng           | 12               |         |
| 12                                                                                      | 22    | Tsunoda Yūki     | RB-Honda RBPT                | 61      | + 1 vòng           | 8                |         |
| 13                                                                                      | 31    | Esteban Ocon     | Alpine-Renault               | 61      | + 1 vòng           | 15               |         |
| 14                                                                                      | 18    | Lance Stroll     | Aston Martin Aramco-Mercedes | 61      | + 1 vòng           | 17               |         |
| 15                                                                                      | 24    | Chu Quán Vũ      | Kick Sauber-Ferrari          | 61      | + 1 vòng           | 20               |         |
| 16                                                                                      | 77    | Valtteri Bottas  | Kick Sauber-Ferrari          | 61      | + 1 vòng           | 19               |         |
| 17                                                                                      | 10    | Pierre Gasly     | Alpine-Renault               | 61      | + 1 vòng           | 18               |         |
| 18                                                                                      | 3     | Daniel Ricciardo | RB-Honda RBPT                | 61      | + 1 vòng           | 16               |         |
| 191                                                                                     | 20    | Kevin Magnussen  | Haas-Ferrari                 | 57      | Hỏng do tai nạn    | 14               |         |
| Bỏ cuộc                                                                                 | 23    | Alexander Albon  | Williams-Mercedes            | 15      | Bộ nguồn           | 11               |         |
| Vòng đua nhanh nhất: Daniel Ricciardo (RB-Honda RBPT) - 1:34.486 phút (vòng đua thứ 60) |       |                  |                              |         |                    |                  |         |
| Tay đua xuất sắc nhất cuộc đua: Daniel Ricciardo (RB-Honda RBPT), 20,1% số phiếu bầu    |       |                  |                              |         |                    |                  |         |

Ghi chú
- ^1  – Kevin Magnussen được xếp loại vì đã hoàn thành hơn 90% tổng chiều dài cuộc đua.

## Bảng xếp hạng sau chặng đua

### Bảng xếp hạng các tay đua
| Vị trí | Tay đua          | Đội đua                      | Số điểm | Thay đổi vị trí |
| ------ | ---------------- | ---------------------------- | ------- | --------------- |
| 1      | Max Verstappen   | Red Bull Racing-Honda RBPT   | 331     | +/-0            |
| 2      | Lando Norris     | McLaren-Mercedes             | 279     | +/-0            |
| 3      | Charles Leclerc  | Ferrari                      | 245     | +/-0            |
| 4      | Oscar Piastri    | McLaren-Mercedes             | 237     | +/-0            |
| 5      | Carlos Sainz Jr. | Ferrari                      | 190     | +/-0            |
| 6      | Lewis Hamilton   | Mercedes                     | 174     | +/-0            |
| 7      | George Russell   | Mercedes                     | 155     | +/-0            |
| 8      | Sergio Pérez     | Red Bull Racing-Honda RBPT   | 144     | +/-0            |
| 9      | Fernando Alonso  | Aston Martin Aramco-Mercedes | 62      | +/-0            |
| 10     | Nico Hülkenberg  | Haas-Ferrari                 | 24      | 1               |

- Lưu ý: Chỉ có mười vị trí đứng đầu được liệt kê trên bảng xếp hạng này.

### Bảng xếp hạng các đội đua
| Vị trí | Đội đua                      | Số điểm | Thay đổi vị trí |
| ------ | ---------------------------- | ------- | --------------- |
| 1      | McLaren-Mercedes             | 516     | +/-0            |
| 2      | Red Bull Racing-Honda RBPT   | 475     | +/-0            |
| 3      | Ferrari                      | 441     | +/-0            |
| 4      | Mercedes                     | 329     | +/-0            |
| 5      | Aston Martin Aramco-Mercedes | 86      | +/-0            |
| 6      | RB-Honda RBPT                | 34      | +/-0            |
| 7      | Haas-Ferrari                 | 31      | +/-0            |
| 8      | Williams-Mercedes            | 16      | +/-0            |
| 9      | Alpine-Renault               | 13      | +/-0            |
| 10     | Kick Sauber-Ferrari          | 0       | +/-0            |